# ون گنت (دهانه)
ون گنت یک دهانه برخوردی در ماه‌ است.